# Вознесенское (Хабаровский край)
Вознесе́нское — село в Амурском районе Хабаровского края России.

## География
Село Вознесенское расположено на высоком правом берегу Амура. В четырёх километрах выше села в Амур впадает горная река Гур. К берегам рек близко подступает тайга.
Село Вознесенское приравнено к районам Крайнего Севера.

## История

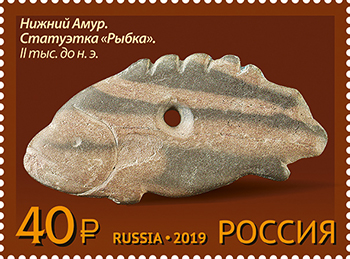
Нижний Амур. Статуэтка "Рыбка". II тыс. до н.э. Неолит Нижнего Приамурья по А.П. Деревянко и В.Е. Медведеву Вознесеновская археологическая культура названа по археологической находке у села Вознесенское

Когда в 1860 году на этом берегу высадились первые русские переселенцы из западных губерний России, здесь было небольшое нанайское население. «Однако наши старики здесь долго жили, много видели, и мы живём.» — говорили старики нанайцы. Во время Амурской экспедиции Г. И. Невельского в 1852 году один из топографических отрядов под руководством офицера Попова, обследуя Амур вверх по течению от Николаевского поста, поднялся на лодках до реки Гур. В своём отчёте Попов упоминал о нанайских сёлах Диппы и Хунгари с амбарами на высоких сваях. Сёла с такими же названиями являются как бы оконечностями села Вознесенское и в настоящее время.
Вопросами освоения села Вознесенское занимались многие авторы. Фомин Б. П. в своих работах, опубликованных в районной газете «Амурская Заря» № 72 от 17.06.89 г и № 83 от 15.07.89 г освящает такие вопросы, как освоение и заселение села переселенцами. В дальнейшем исследованиями села Вознесенское занимался Толмачёв Г. И. В работе «Истоки. От „А“ до „Я“ на карте района.» (2004 г.) он продолжал исследования, как истории села, так и его дальнейшего развития. В 2005 г. Толмачёв Г. И. выпустил книгу «Путь к Победе», в которой большое внимание уделял участию жителей села в Великой Отечественной войне, а также вклад села в дело Победы.
«Известно, что с древнейших времён в долине реки Амур жили люди, обладавшие самобытной культурой. Ряд тысячелетий обитали здесь древние племена. В районе села Вознесенское в толще песка залегают пласты с отчётливыми следами пребывания. Эти населения представляют собой своеобразную летопись древнего Дальнего Востока. Редкий случай: три слоя на одном месте, верхний самый поздний слой — начало железного века. Здесь обнаружены почти целые глиняные сосуды. Они принадлежат племени Мохэ, представители которых жили в этих местах, 1000—1500 лет назад и являются предками бохайцев, создавших в VIII—IX веках нашей эры свою самобытную цивилизацию. Мохэ были предками, безусловно, и нанайцев.
Место и обстановка дают основание предполагать, что люди того времени ещё не умели копать землю. Здесь жили рыболовы и охотники. Их жилища располагались на самом берегу реки. Найдено несколько хозяйственных ям, попросту углублений с отбросами: кости касатки, раковины улиток. Найдены также топоры и тёсла для долбления лодок, изготовленные на плотной зеленокаменной породе, кремнёвые наконечники для стрел. Эти стрелы уникальны по форме и отделке. За 35 лет работы по раскопкам на Амуре такие изделия попались впервые. Следующий слой — неолит. Удивительно разнообразные узоры на керамике, тонкой работы наконечники стрел были найдены в этом слое. По уголькам и золе, найденным в очаге жилищ, радиоуглеродным методом, был определён возраст находок — пять тысяч лет».
Пять тысяч лет тому назад на том месте, где сейчас находится село Вознесенское, в полуподземных жилищах горели костры одного из многочисленных племён, населявших бескрайние просторы Амура. Жизнь древних людей была неотделима от природы.
Впервые о Приамурье сообщили тунгусы, кочевавшие в верховьях рек Витима, Олёкмы и Алдана. В 1637 году томские казаки, собирая ясак с алданских тунгусов, узнали о племенах, живущих по реке Зее и Шилке. Более подробные сведения были получены енисейскими казаками во время походов во главе с казаком Максимом Перфильевым в верховьях Витима в 1639 году.
Однако первые сохранившиеся сведения об Амурском крае были доставлены в 1643 году казаком Василием Поярковым, который открыл реку Амур и плавал по ней до самого устья в 1643—1646 годах. Сведения эти указывали на то, что край был густо населён тунгусами, даурами, гиляками, что среди кочевников есть в достаточном количестве и оседлый элемент, занимающийся хлебопашеством.
В 1649 году русский землепроходец Ерофей Хабаров предпринял поход на Амур. (Хабаров и его люди провели зиму 1651—1652 года недалеко от места, где сейчас стоит село Вознесенское, на мысе Джаори). Его поход положил начало заселению русскими Приамурья. На Амур потянулись вольные переселенцы.
Русские переселенцы встретили здесь жившие тунгусо-манчжурские племена. Однако русские застали ещё следы достаточно высокой культуры.
В 1850 году правительственным постановлением учреждается особая Амурская экспедиция, руководить которой поручается Г. И. Невельскому, ставшему душой второго открытия Амура. Горячий патриот России Г. И. Невельской доказывает, что Сахалин не полуостров, а остров, находит устье Амура и основывает Николаевский военный пост. Для усиления военных рубежей, восточных стран, в 1854 году по Амуру первым сплавом были переброшены войска. В 1855 году вторым «сплавом» вместе с солдатами прибыли на Амур первые русские земледельцы иркутские и забайкальские крестьяне, организовавшие ряд поселений по реке от озера Кизи до устья Амура.
Предложение Г. И. Невельского об основании на берегах Амура селений — останков или постов, которые бы способствовали нормальному плаванию по Амуру, не было принято царским правительством. Однако, после трагического похода русских солдат по Амуру и неудачной попытки шхуны «Восток» подняться вверх по течению по реке была создана комиссия для определения мест, пригодных к поселению. Эта комиссия выработала план заселения Амура. Планом учитывалась необходимость организации зимнего почтового тракта по реке Амур. Для этого предлагалось располагать населённые пункты на расстоянии друг от друга не более двадцати двух вёрст (24 км.). При невозможности расположения сёл по условиям береговой линии Амура намечалось постройка отдельных домов для почтовых станков. Таким образом, были распланированы места для расположения сёл и для постройки почтовых станков, число которых в общей сложности должно быть немного больше сорока на всём протяжении тракта от Хабаровки до Николаевского поста.
Согласно этому плану в 1860 г. из Забайкалья была отправлена большая группа крестьян для поселения между Хабаровкой и Мариинским. В то же время первый губернатор Приамурья П. В. Казакевич отправил приказ группе своих солдат отправиться рубить лес и оставить срубы по берегам Амура.
В начале августа 1860 года в Хабаровку приехали крестьяне — переселенцы из центральных губерний России. Они бросили жребий, кому, где селиться. Осенью того же года они начали спускаться вниз по Амуру с домашним скотом и птицей и селились по местам, на которые им выпал жребий. Так появились новые сёла по Амуру — Воронежское, Вятское, Сарапульское, Троицкое, Пермское и др. Почти все свои новые места жительства крестьяне называли по имени своей родной земли.
Житель села Вознесенское с 1917 года Андрей Иванович Ганджа (1884 года рождения), который в 1817—1940 годы работал связистом и по долгу своей службы много раз бывал в селе Шелехово.
Официальные документы об основании села Вознесенское не сохранились, но документы об основании сёл Пермское, Шелехово и других, а также рассказы старейших жителей села Вознесенского подтверждают начало биографии Вознесенского в 1860 г.
На месте села Вознесенского, где было небольшое нанайское стойбище, высадились три семьи: Карпа Берсенева, Антона Пастухова и Анисима Варова.
В настоящее время в Вознесенском проживает много семей Шатохиных, Курдюмовых и т. д. Это внуки и правнуки первых переселенцев; это потомки бесстрашных пионеров, обживших глухие дебри на берегу Амура.
В 1880 году крестьянином Павлом Бересневым в селе была открыта частная лавочка. Павел Береснев и позже его сын Иван скупали пушнину у охотников, а затем обменивали её у торговцев на муку и др. Обмены и товары они продавали в своей лавочке. К 1890 г. в селе появилась винная лавочка Хабаровского купца Пьянкова. Винная продукция высылалась в село под ответственность сельского старосты, который организовывал торговлю.
В 1891 году в селе на площади (напротив теперешней школы) была построена церковь. Эта церковь перевезена из нанайского села Болонь, где её построили с целью приобщения нанайцев к христианской вере. Но видимо доморощенные шаманы были по духу ближе и роднее для нанайцев, чем шаманы христианские, поэтому богослужение проходило почти в пустой церкви, или вообще срывалось. Для освещения церкви из Хабаровки приезжал архиерей. Освещение церкви происходило в день религиозного праздника — Вознесения Господа Бога и архиерей освятил её в честь этого дня. День Вознесения Господа Бога стал храмовым праздником села. А само село получило официальное название Вознесенское.
Летом 1917 года церковь от сильной молнии сгорела. До постройки церкви моления проходили в домах жителей по уговору. Своего попа село не имело, его привозили на время моления из Хабаровки или Болони. После постройки церкви в село приехал поп на постоянное жительство.
С 1865 года в село начала поступать основанная в Николаевске газета «Восточное Поморье». Получал и читал эту газету только почтальон, остальное население было неграмотным. В 1898 году через село прошёл проложенный между Хабаровском (1893 г.) и Николаевском второй провод телеграфной связи.
К 1900 г. общая численность села составляла около ста человек. Население пополнилось в основном за счёт естественного прироста. Все жители села происходили от семей нескольких фамилий и находились между собой в родственных отношениях. Новые переселенцы в село до 1910 г. не приезжали.
В период с 1900 по 1917 г. в жизни села произошли заметные изменения. Собственно эти изменения начались с 1910 г. В это время в село прибыло 20 семей переселенцев. Общая численность населения возросла в 1917 г. до двух сот пятидесяти человек. Добротные рубленые дома с хозяйственными постройками далеко вытянулись одной улицей вдоль берега Амура. Их к 1917 г. насчитывалось до пятидесяти.
В 1912 г. открыли и построили школу с четырёхклассным обучением.
К 1914 г. в селе появился свой фельдшер, и была открыта небольшая больница. Перед Октябрьской революцией в больнице работал бывший ротный фельдшер Пётр Павлович Храпай. Храпай практически хорошо освоив лечебное дело, пользовался большим доверием и уважением всего села. Указом Президиума Верховного Совета СССР в пятидесятые годы он был награждён орденом Ленина за долголетнюю и безупречную работу. В 1916—1917 г. сельским попом был нанаец Никита Хонгени. Этот поп примечателен тем, что владел приличным голосом и имел две жены.
Увеличивалось пароходное движение по Амуру, а с ним торговля, связь и потребность в дровах.

### Период гражданской войны

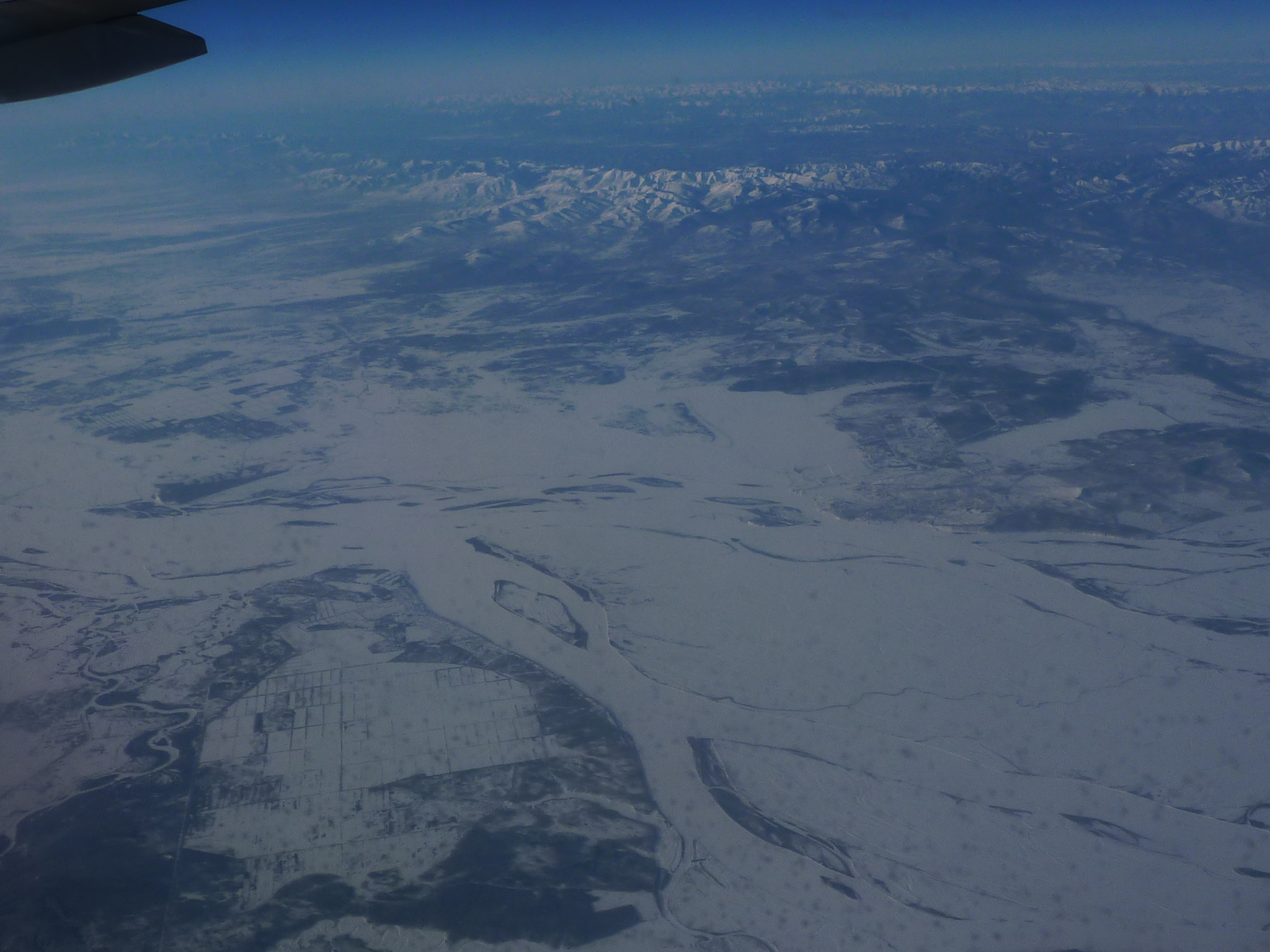
Вознесенское (слева внизу) и окрестности.

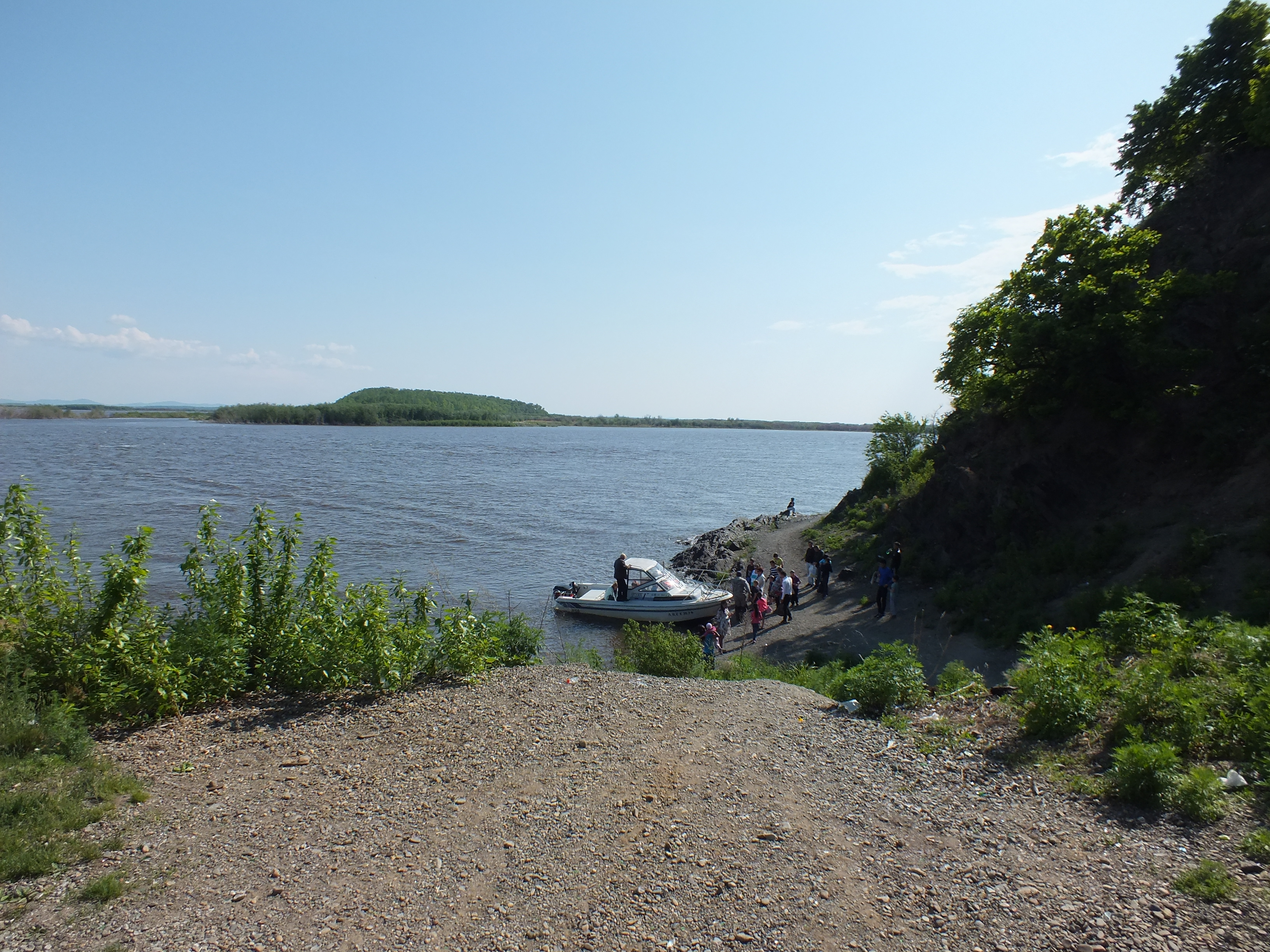
Амурск, речное такси в село Вознесенское.

Не обошла стороной гражданская война и Дальний восток. На берега Амура пришли белогвардейцы и японские интервенты. Они захватили Хабаровск. На борьбу с ними большевики начали поднимать народ за свою свободу. В Синде эту работу возглавил Иван Иванович Шерый, поддерживающий связь с хабаровскими подпольщиками через своего брата Степана.
Летом 1919 года Калмыков объявил мобилизацию населения в белую армию.
Из Хабаровска подпольный партизанский комитет направил в Синду бывшего комиссара амурской флотилии Григория Мизина. Он привёл с собой ещё 12 человек. Отряд Шерого и Мизинова объединились. Назвали его Первым Морским. Командиром стал Мизин, комиссаром Шерый.
У Малмыжа, куда отряд Мизина — Шерого опустился на лодках с намерением там зазимовать, партизаны захватили две баржи с мукой и уничтожили до тридцати японцев и белогвардейцев, сопровождавших этот груз. Богатый трофей переправили на одну из своих баз в районе Инокентьевки, и сами расположились в этом селе. О месте нахождения партизан через свою разведку узнал Калмыков.
Партизаны нападения явно не ожидали, о чём говорит тот факт, что не были выставлены дозоры. Так что орудийный и пулемётный огонь, шум и крики застали врасплох.
И всё же отряд сумел вырваться из окружения и уйти в лес, потеряв, при этом двоих. Они были схвачены карателями и брошены в трюм парохода.
На четвёртый день партизаны пришли в деревню Чинку, что в нескольких километров от Славянки. Но здесь калмыковцы оставили дозоры, которые и заметили подозрительную лодку. Устроили засаду. А когда трое стали пробираться сквозь заросли к лесу, глянули, винтовочные выстрелы. И. И. Шерый упал от резкой боли в ноге, затем его ударили по голове. Полуживого комиссара каратели приволокли в старый заброшенный сарай.
Начались страшные пытки. Что делали над Шерым, знают только стены сарая. Ничего, не добившись, бандиты втолкнули комиссара в канатный ящик на пароходе. Пытки продолжались. Шерого подвешивали за руки к мачте и возили по сёлам для устрашения населения. После зверских пыток, белогвардейцы учинили расправу.
Сентябрьским днём 1919 года к берегу села Вознесенского подошёл пароход «Казакевич». Высадил десант белых, которые пошли по селу. Они врывались в дома, где жили семьи подлежащих мобилизации в белую армию. Были взяты в заложники младшие братья новобранцев, скрывавшихся на островах от белогвардейцев.
К вечеру И. И. Шерого вытащили из парохода и подтащили к поленице дров и, распяв, привязали к ним. Офицер приказал солдатам приготовиться. Грянул залп, и распятое тело облекло.
Как только пароход ушёл, вознесенчане Ф. А. Пастухов, Л. З. Останин, И. И. Бородин бережно сняли труп, завернули в парусину, положили в лодку и поплыли к кладбищу. Похоронили Шерого без почестей, на краю кладбища, под старой липой.
В ноябре 1919 года Григорий Мизин с несколькими партизанами прибыл в Вознесенское, чтобы до земли поклониться праху своего комиссара и отдать ему последнюю честь. Командир выступил с речью. Партизаны спели «Интернационал». Прогремели прощальные винтовочные залпы.
Могила Ивана Ивановича Шерого была восстановлена учащимися сельской школы в 1961 году. А в 1964 году на крутом живописном берегу Амура был установлен памятник, изготовленный заводом железобетонных изделий. Есть в селе и улица Ивана Ивановича Шерого.

### Период Великой Отечественной войны
На центральной площади Вознесенского стоит памятник погибшим в годы Великой Отечественной войны. В общем, строю советского народа, поднявшегося на смертный бой с фашистскими захватчиками, достойное место заняли жители села Вознесенское.
Первые мобилизационные повестки были вручены вознесенцам на второй день после начала Великой Отечественной войны. Двадцать пять молодых и здоровых мужчин ушли на фронт в июне 1941 года, пятьдесят пять человек — в июле. Общее число ушедших на фронт вознесенцев в 1941 году составило сто восемнадцать, в 1942 году 124 человека. А всего за 1941—1945 годы в боях с немецкими захватчиками и японскими милитаристами приняли участие триста шестьдесят человек. В числе их три женщины: Антонина Павловна Лончакова, Ольга Алексеевна Терских и Нина Ивановна Авраменко, ушедшая в возрасте семнадцати лет. Ещё двадцать семнадцатилетних парней и один шестнадцатилетний — Анатолий Яковлевич Пастухов — ушли на фронт. Все здоровые мужчины села до шестидесятилетнего возраста приняли участие в защите Родины.
Перед войной в Вознесенском вместе с посёлком рыбозавода проживало 1118 человек в 237 хозяйствах. Каждая семья отправила на фронт близкого, а некоторые по три, четыре и даже пять человек. И каждая четвёртая семья не дождалась домой своих кормильцев и защитников. В результате поисковой работы стало известно, что погибли на фронте 74 вознесенца.
Каждый пятнадцатый житель от общего числа военнообязанных, принявших участие в войне, заплатил за победу самой высокой ценой — жизнью.
Вознесенцы — фронтовики участвовали во многих крупных боевых операциях Советской Армии. Участвовали в освобождении народов стран Европы. Штурмовали Кёнигсберг, Варшаву, Прагу, Будапешт, Берлин. Освобождали народы Кореи, Китая от Японских захватчиков.
Вознесенцы чтят память о своих героях земляках, погибших на войне. В 1965 году к 20-летию со дня Победы, поставлен памятник погибшим на фронте односельчанам. В 1975 году, в день 30-летней годовщины Победы они назвали одну из улиц именем трёх братьев Бородиных, на доме, где жили герои, была установлена мемориальная доска. На домах всех участников войны установлены знаки.

## Образование
С 1856 году в районах Среднего Амура была создана Приамурская духовная миссия. Центром её стал Усть-Зейский пост, основанный в том же году и переименованный Н. Н. Муравьёвым в город Благовещенск
Свои задачи духовенство Дальнего Востока осуществляло не только через церковь, но и путём разносторонней активности в школьном деле. В 1893 году Благовещенский миссионерский комитет открыл в Вознесенском миссионерскую школу. Открыли её для того, чтобы нанайские дети учились и готовились к принятию христианства. Жители села согласились содержать школу на свои средства с условием, чтобы в школу были приняты и русские дети.
Первым учителем был дьячок Манухин. Он учил детей как арифметике и русскому языку, так и закону божьему. В 1901 году Вознесенская миссионерская школа была реорганизована в смешанную школу. Такой школе на учительскую работу разрешалось принимать людей, не имеющих духовного звания.
В школе учились вместе русские и нанайцы. За счёт средств Благовещенского миссионерского комитета на озере Болонь при Вознесенской школе был создан пансион. В нём проживали дети «инородцев», собранные из ближайших стойбищ. В подготовительном классе они обучались русскому языку и получали знания по закону божьему, русской грамоте и исчислению.
Освоивши с грамотой их, переводили в младшие классы русского отделения, где наряду с русскими детьми проходили трёхгодичную начальную школу.
В 1902 году учебный план пополнился такими предметами, как рисование, рукоделие и ручной труд.
Школа, построенная в 1893 году, просуществовала до 1974 года. Первого сентября 1974 года новая школа открылась. Школа кирпичная, трёхэтажная имеет центральное отопление.
После деревянного здания она казалась прекрасным дворцом с оборудованными кабинетами химии, физики, биологии, географии, иностранного языка, спортивными и актовым залом. При школе был построен интернат, в котором жили дети из отдалённых сёл Амурского района. Первым директором в школе была Мария Игнатьевна Мироненко.

## Население
| 1915 | 1926 | 1992  | 2002  | 2010  | 2011  | 2012  | 2021  |
| ---- | ---- | ----- | ----- | ----- | ----- | ----- | ----- |
| 229  | ↗426 | ↗2700 | ↘2390 | ↘2061 | ↘2046 | ↘1958 | ↘1935 |

## Экономика
Совхоз «Вознесенский» (ныне АО «Вознесенское») — градообразующее предприятие села.
На декабрь 2015 — не работает.